# Cuadrífora

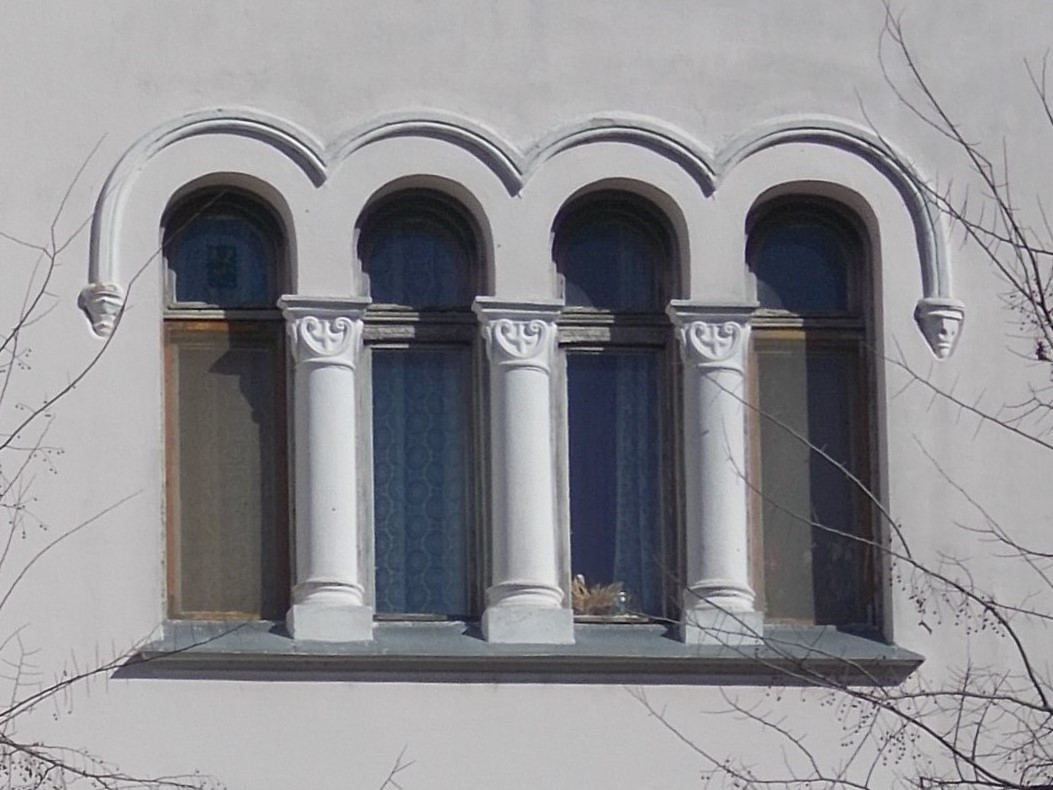
Convento de la escuela de las hermanas de Kalocsa en Hungría. Construida en 1860.

En arquitectura, una cuadrífora es un tipo de ventana de cuatro luces. Aparece en torres y campanarios de plantas superiores, donde es necesario aligerar la estructura con vanos más amplios. La cuadrífora también puede ser un grupo de ventanas muy próximas.

## Descripción general
La cuadrífora está dividida verticalmente en cuatro partes por tres columnillas o pilastras, sobre las que descansan cuatro arcos, de medio punto o apuntados. A veces, la cuadrífora está enmarcada por un arco más grande; el espacio entre los arcos puede estar decorado con un escudo de armas o una pequeña abertura circular.
Menos popular que la bífora o la trífora, la cuadrífora se usó sin embargo en los períodos románico, gótico y renacentista. En el siglo XIX, volvió a estar de moda en el período de eclecticismo y el renacimiento de estilos antiguos. En comparación con la trífora, la cuadrífora generalmente se usaba para aberturas más grandes y ornamentadas.

## Galería

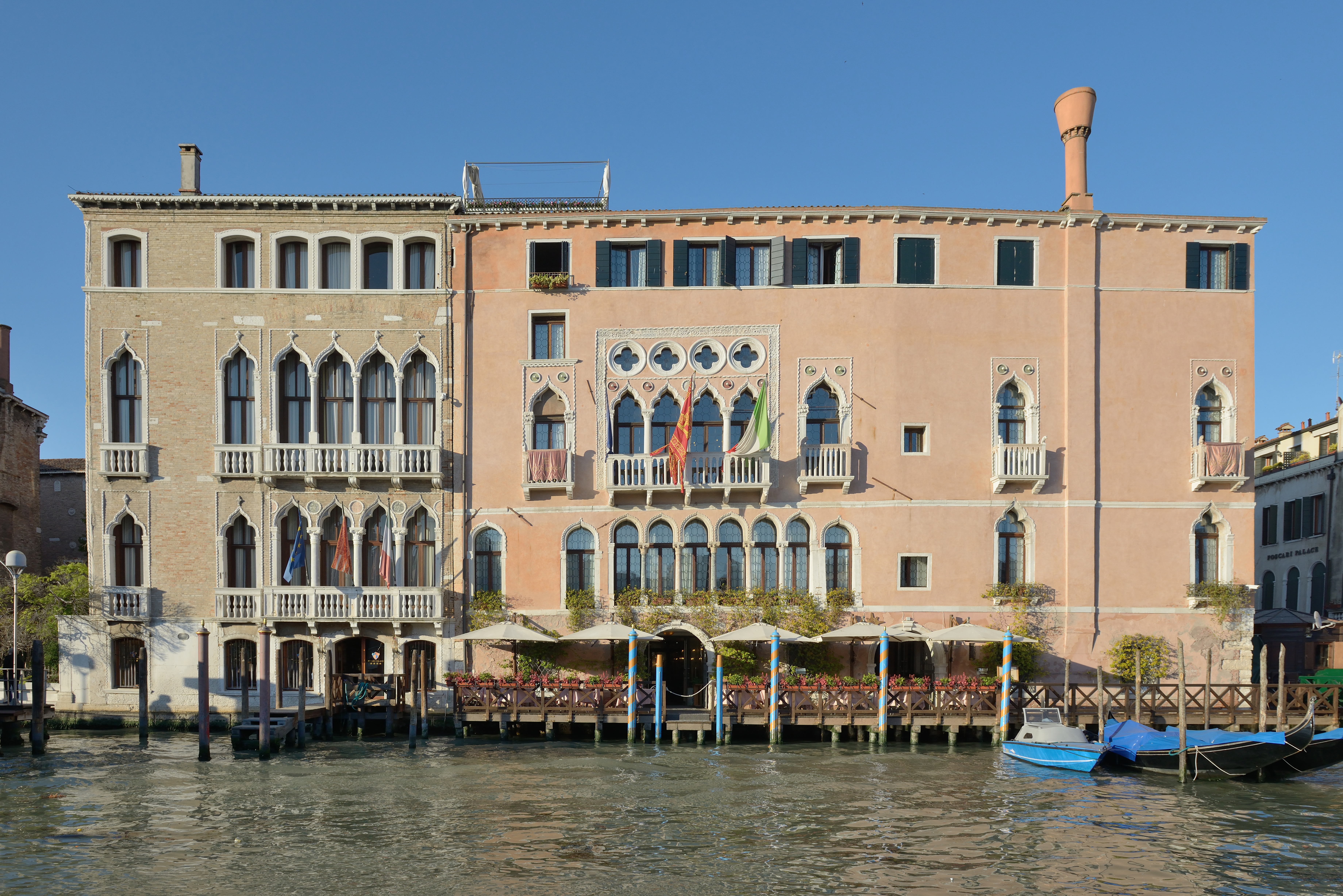
Cuadríforas enmarcadas por frisos veneto-bizantizon en el palacio Sagredo en Venecia
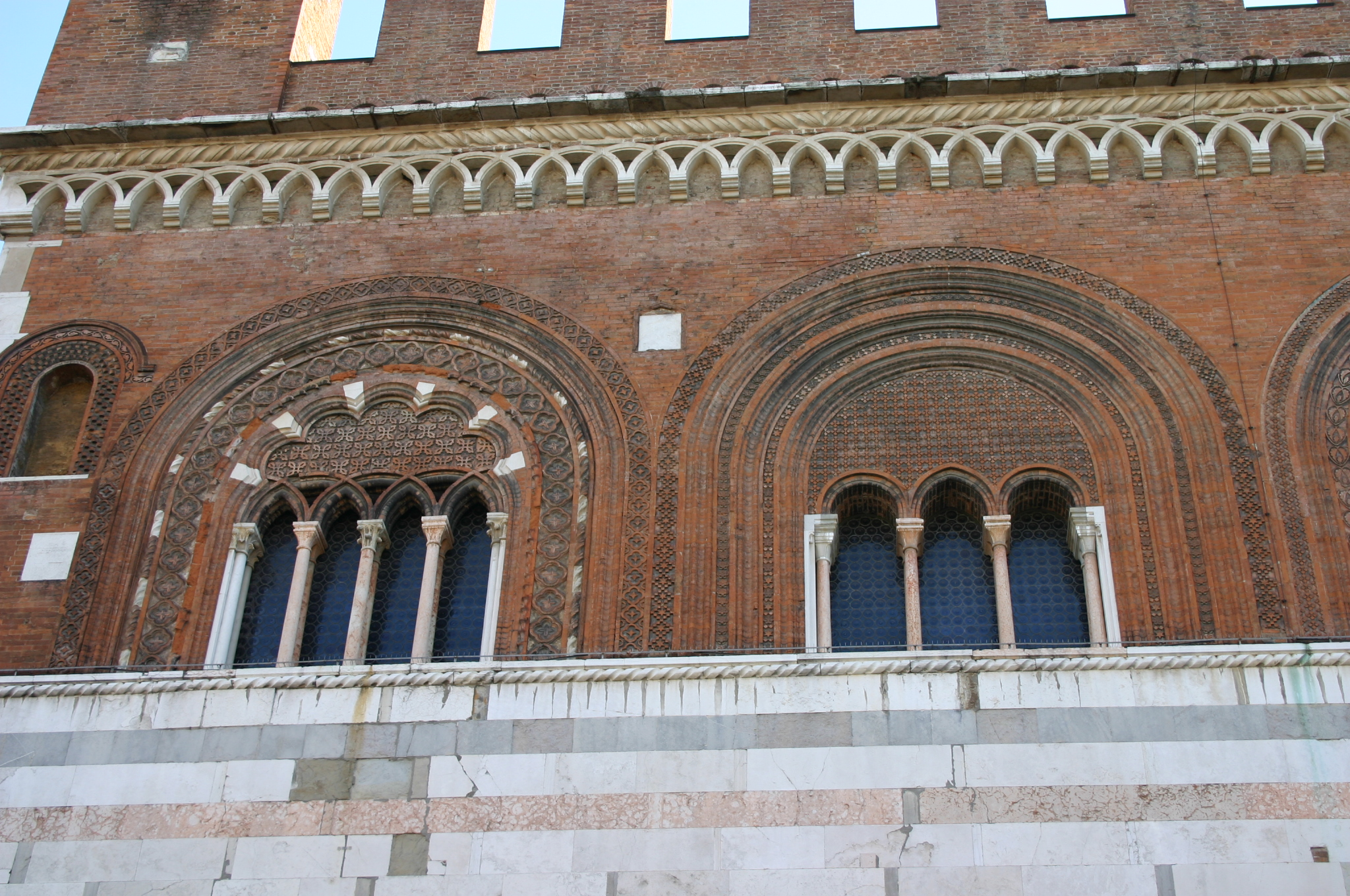
Cuadrífora y trífora del palacio del Comune en Piacenza
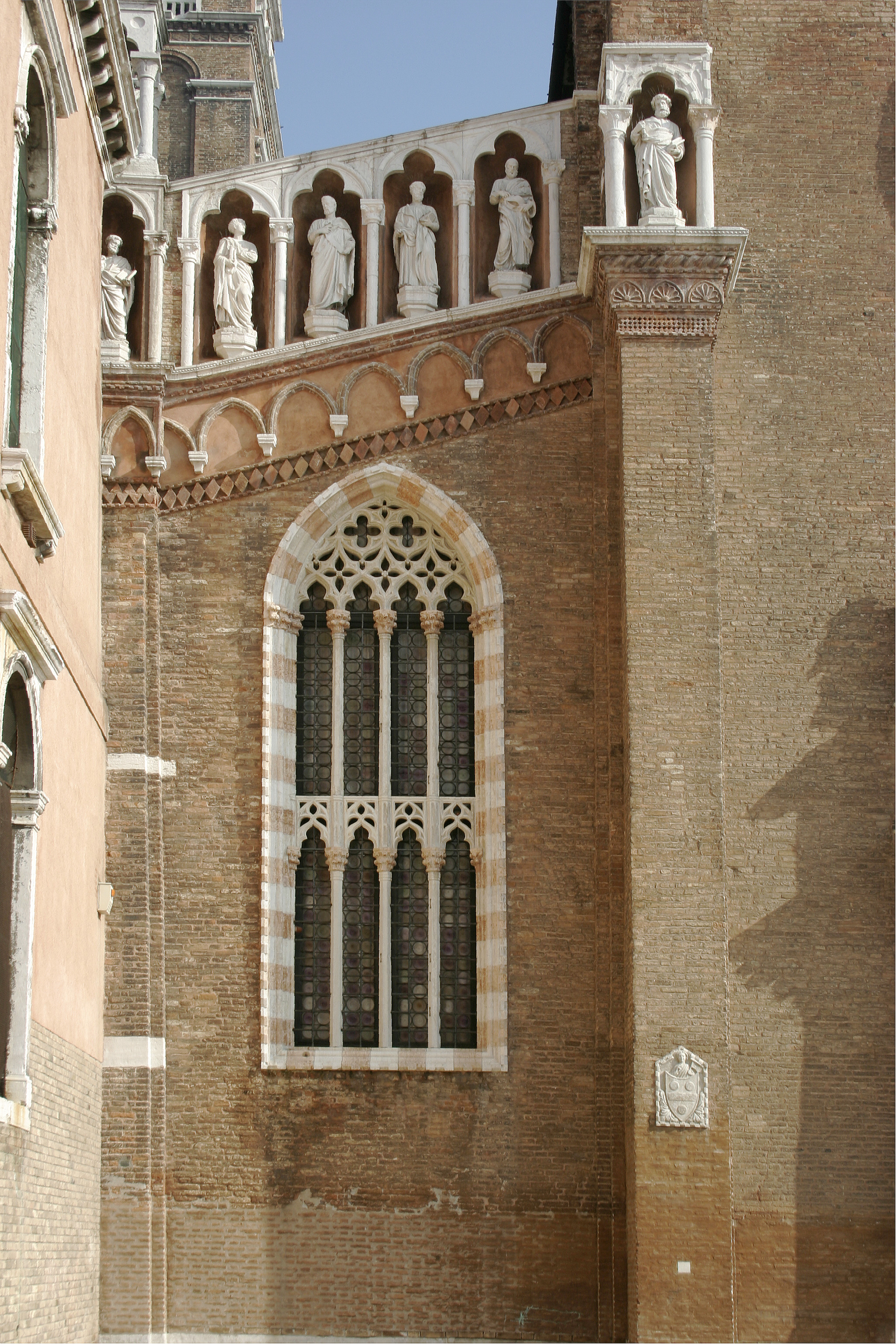
Cuadrífora en la iglesia de Madonna dell’Orto en Venecia
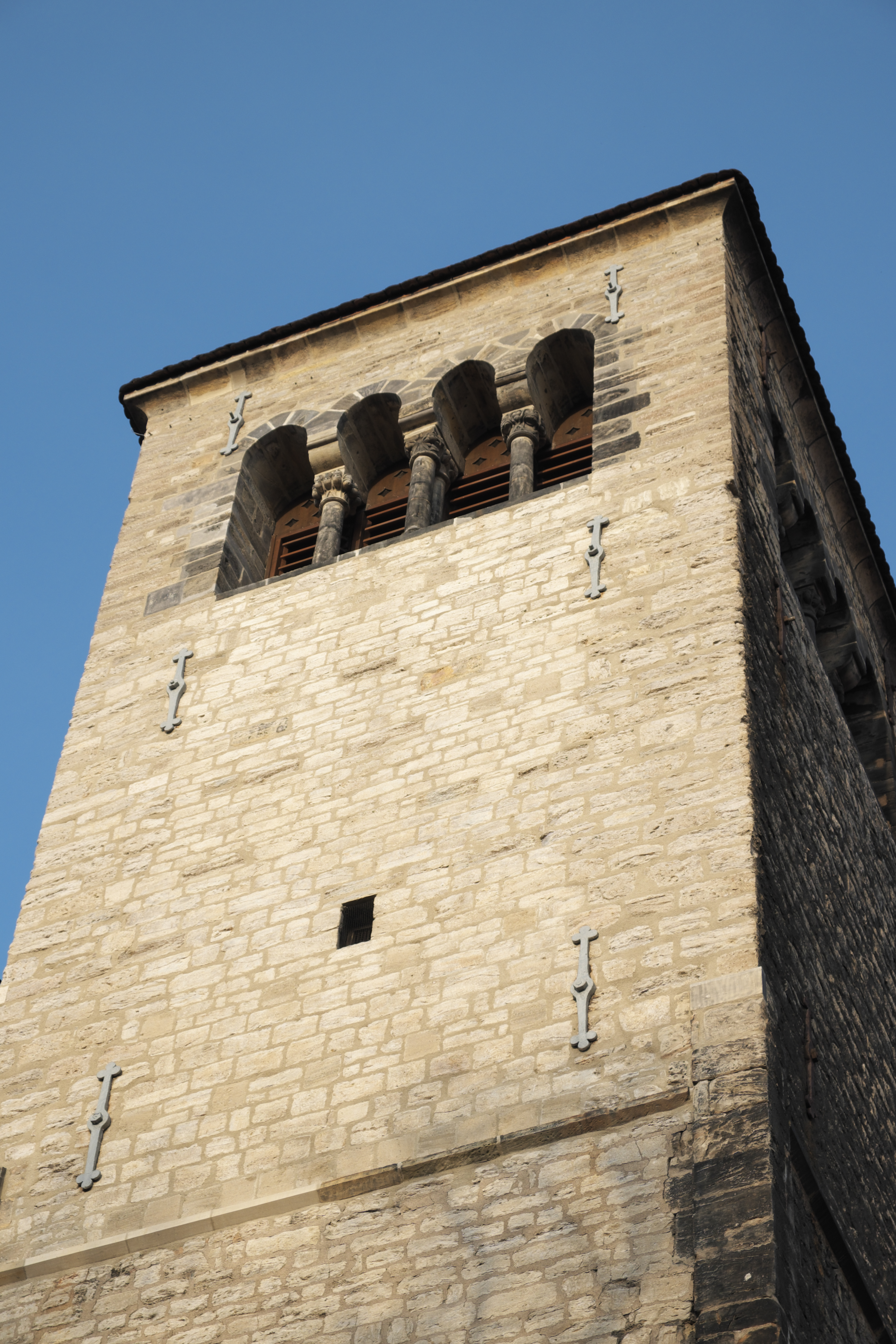
Cuadrífora en la Reglerkirche de Erfurt en Alemania